# St. Michael (Iphofen)

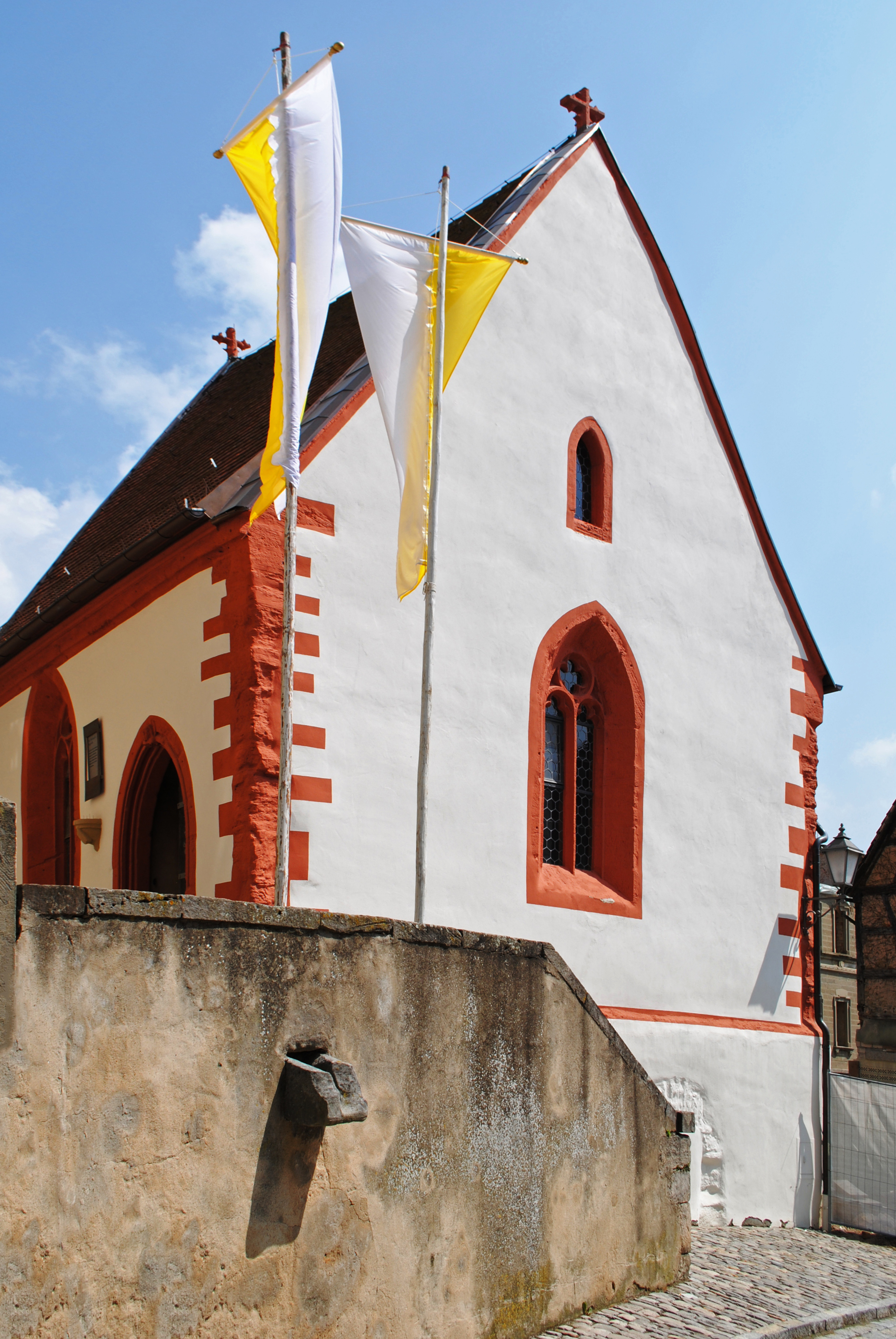
Die Friedhofskapelle in Iphofen

Die Kapelle St. Michael in Iphofen ist eine Kapelle in der Altstadt des Ortes. Sie steht neben der Pfarrkirche St. Vitus. Unter dem Gotteshaus befindet sich das Beinhaus der Stadt.

## Geschichte
Beinhäuser (auch Karner und Ossuarium genannt) wurden errichtet, wenn eine Neubelegung von Gräbern vorgenommen wurde. Die Gebeine, die sich zuvor im Grab befanden, kamen in die Ossuarien. Der Karner in Iphofen ist einer von lediglich drei erhaltenen Karnern in Bayern.
Erstmals erwähnt wurde das Iphöfer Beinhaus im Jahr 1380. Mit dem Jahr 1690 verlor es seine eigentliche Funktion, denn der Friedhof, um die Stadtkirche St. Veit gelegen, wurde verlegt und eine weitere Überführung von Gebeinen fand nicht statt. Das Beinhaus verkam zum Rübenkeller. Das fehlende Schloss am Gebäude führte zu Verwüstungen. Im Jahr 1960 wurde das Beinhaus ausgeräumt und die Knochen in einer Grube am Stadtrand versenkt. 1998 wurde der Karner wieder eingerichtet.
Die Kapelle, gleichzeitig mit dem Beinhaus entstanden, erhielt 1415 ein Benefiziat. Das Patronatsrecht erhielt der Pfarrer der Stadtkirche. Im Jahre 1670 erfolgte die Profanierung des Gebäudes, nachdem dort zuvor kaum noch kirchliche Handlungen durchgeführt worden waren. Erst im Jahr 2005 wurde das Kirchlein neu geweiht und der Öffentlichkeit übergeben. Das Bayerische Landesamt für Denkmalpflege führt die Kapelle unter der Denkmalnummer D-6-75-139-53.